# ガレーヂ伊太利屋

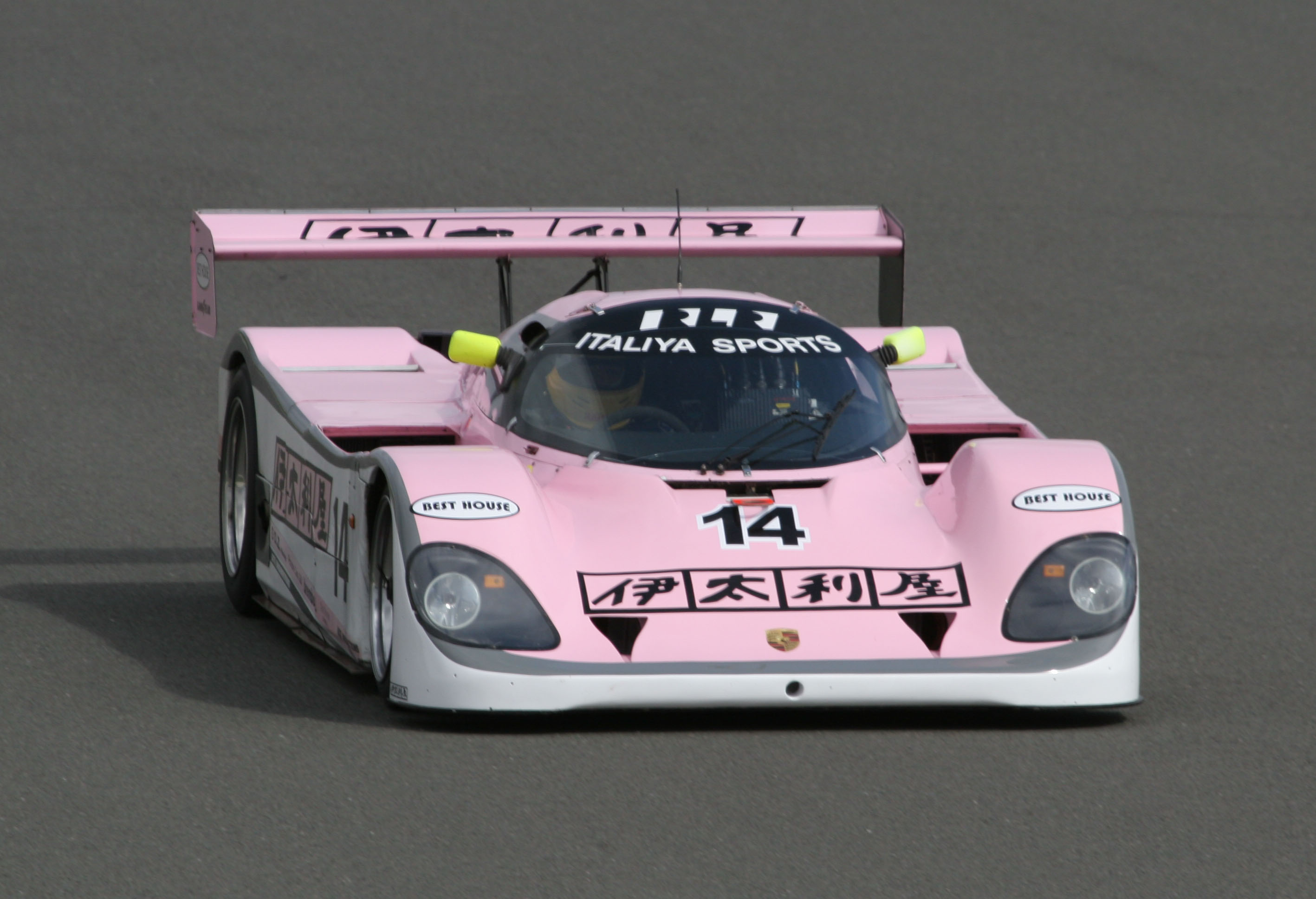
伊太利屋がスポンサーしていたポルシェ962C

ガレーヂ伊太利屋（ガレーヂいたりや）は、東京都にて営業している自動車ディーラー。
「GOJI」などのブランドで知られる婦人服メーカー「伊太利屋」系列の自動車輸入販売会社であったが、現在は「伊太利屋」系列ではない。

## 沿革
創業は1976年11月25日で、当初はヴァンデンプラ・プリンセス1500やイノチェンティ・ミニ・デ・トマソなどの並行輸入から出発したが、1982年にはランチア、マセラティの輸入販売権を取得、同年8月に日本自動車輸入組合(JAIA)に加入、正規ディーラーの仲間入りをした（2002年3月退会）。また、1991年から1997年まではランボルギーニの日本総代理店でもあった。
以来、ビトゥルボ系を中心としたマセラティ各車、デルタ・インテグラーレなどのランチア各車の販売で知られたが、マセラティの輸入権は1997年にコーンズ・アンド・カンパニー・リミテッドに移行、ランチアの正規輸入も1998年に途絶した。
その後は、フィアット・アバルト・アルファロメオの正規ディーラーの東京地区正規ディーラー業が中心となり、江東区有明と港区麻布十番で2店舗を構えていた。有明店は2006年に閉店したが、2014年、お台場にて現在の新店舗をオープンさせた。
また、独自の並行輸入でランチアの販売を全国体制で継続し、コーンズの販売協力店としてマセラティ、フェラーリを扱っていた（現在はいずれも終了）。
しかし2017年2月で麻布十番店を閉店し、アルファロメオの取り扱いを同年12月末にて終了した。その後も「フィアット/アバルトお台場」として営業していたが、2020年2月29日をもって、FCAジャパン（現：Stellantisジャパン）とのフィアット・アバルト正規ディーラー事業に関する新車販売契約を解消した。アフターサービス業務については変わらず、フィアット・アバルト・アルファロメオ正規指定サービス工場として継続する。
現在はイタリア車を中心とした中古車・ヴィンテージカーの販売・メンテナンス・レストアを主な営業としている。
2022年11月26日より、お台場の店舗をIDOM（旧：ガリバーインターナショナル）の輸入中古車部門「リベラーラ」との共同運営とする。一つの建物に「リベラーラお台場店」とガレーヂ伊太利屋が同居し整備工場も共同利用する形になる。

## モータースポーツ
1970年代から1980年代にかけては、親会社の伊太利屋とともに、ル・マン24時間レース、全日本F3000選手権、フォーミュラ1など国内外の自動車レースに参戦するレーシングチームへのスポンサー活動を積極的に行った。

### スポンサーシップを受けたドライバー / チーム
- 高原敬武（富士グランチャンピオンレース）
- 中嶋悟（全日本F2）
- マンフレッド・ヴィンケルホック（WEC）
- マイク・サックウェル（WEC）
- JJ・レート（ルマン24時間）
- エマニュエル・ピッロ（全日本F3000）
- ジェフ・リース（全日本F3000）
- ロス・チーバー（全日本F3000）
- ジョニー・ハーバート（全日本F3000）

- ブラバム（1990 F1）
- チーム・ルマン（1987-1990全日本F3000）
- リチャード・ロイド・レーシング（1990ルマン24時間）
- ヨースト・レーシング（1989ルマン24時間）
- クレマー・レーシング（1981ルマン24時間、1983-1984WEC）